# Williamsburgh Savings Bank Tower

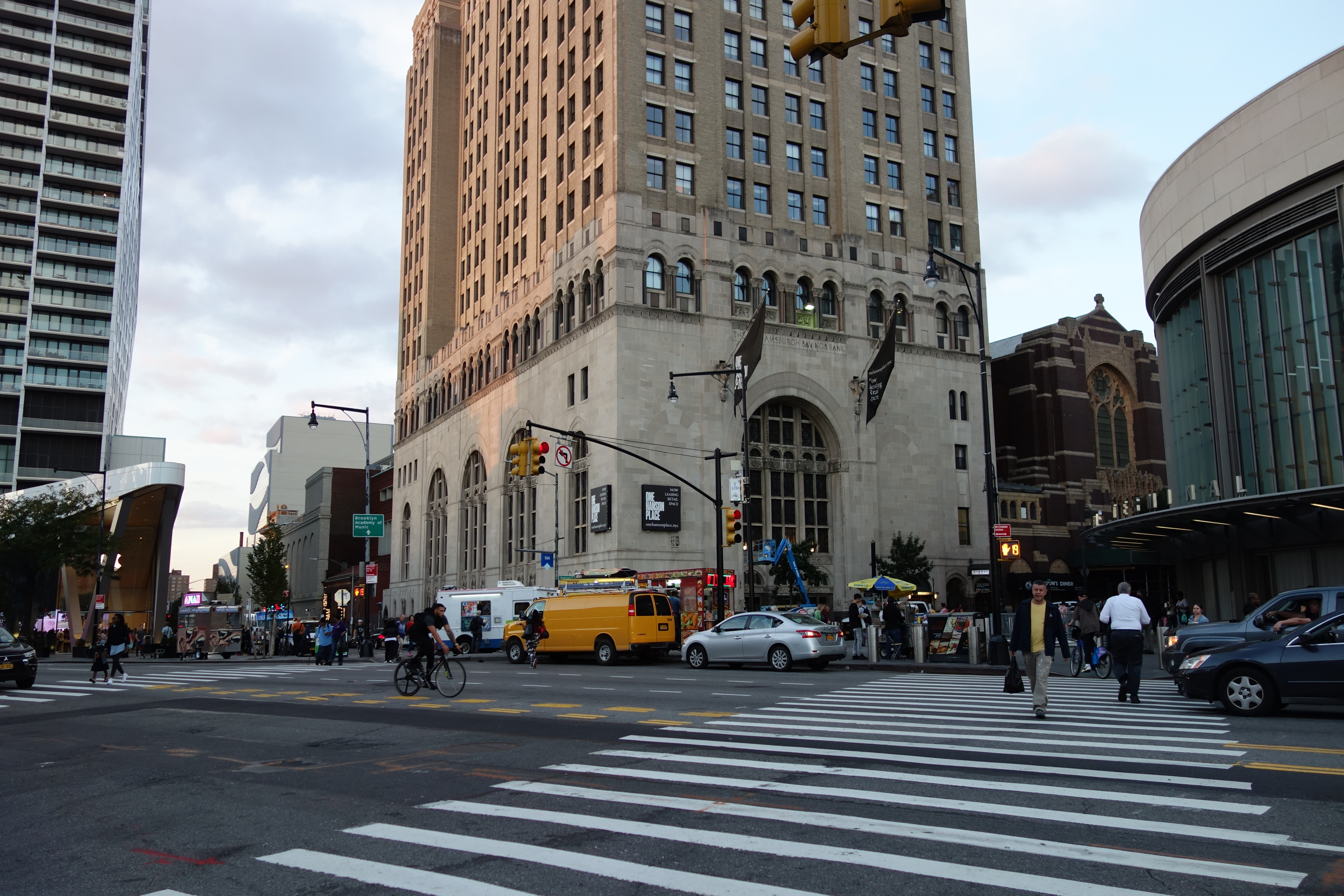
Der Sockel mit Rundbogenfenster und Rundbogenportal als Haupteingang

Der Williamsburgh Savings Bank Tower, offiziell One Hanson Place, ist ein 1929 erbauter Wolkenkratzer im Stadtbezirk Brooklyn in New York City, Vereinigte Staaten. Das denkmalgeschützte Bauwerk war bis 2009 das höchste Gebäude und weithin sichtbares Wahrzeichen von Brooklyn.

## Lage
Das Hochhaus befindet sich im Südwesten des Stadtteils Fort Greene an der Ecke Hanson Place/Ashland Place nahe der Hauptverkehrsstraße Flatbush Avenue und Downtown Brooklyn. Direktes Nachbargebäude ist die Kirche Hanson Place Central United Methodist Church. Westlich liegt an der Flatbush Avenue der neuerbaute Gebäudekomplex The Alloy Block. Südlich liegt gegenüber jenseits der Hanson Place das Atlantic Terminal der Long Island Rail Road (LIRR). Im Gebäudesockel befindet sich ein Zugang zur Station Atlantic Avenue–Barclays Center der New York City Subway, dem drittgrößten Nahverkehrsknotenpunkt der Stadt. Hier verkehren die Linien .

## Beschreibung
Der Wolkenkratzer wurde von 1927 bis 1929 im Auftrag der bis dahin in Williamsburgh ansässigen Williamsburgh Savings Bank als deren neuen Hauptsitz erbaut. Die Eröffnung fand nach dem erfolgten Umzug der Bank am 1. April 1929 statt. Entworfen wurde das Gebäude vom Architekturbüro Mancini Duffy (Halsey, McCormack & Helmer). Die Bank belegte die untersten Stockwerke, während die restlichen oberen Stockwerke als Büros vermietet wurden. Die Williamsburgh Savings Bank wurde später von der HSBC Bank USA übernommen. Diese verkaufte das Gebäude im Jahr 2005 an eine Investorengruppe unter der Leitung von Magic Johnson, der unter anderem auch die Dermot Company angehörte. Die neuen Eigentümer wandelten von 2005 bis 2007 die Bankhalle in eine Veranstaltungsstätte und die Stockwerke darüber in 178 luxuriöse Eigentumswohnungen um. Der ausführende Architekt für die Sanierung war H. Thomas O’Hara. Der Wolkenkratzer war in New York City von 1929 bis 1989 das höchste Gebäude außerhalb von Manhattan und das höchste in Brooklyn, ehe es 2009 vom 162 m hohen Wohnturm The Brooklyner übertroffen wurde.
One Hanson Place hat eine Höhe von 156,1 m (512 Fuß) und besitzt 42 Stockwerke. Der Sockel des Wolkenkratzers ist am Boden mit einem farbigen Lambris aus Granit und darüber bis zur sechsten Etage mit Kalkstein verkleidet. Ab der siebten Etage besteht die Fassade aus Ziegeln und Terrakotta-Schmuck. Das Gebäude verjüngt sich nach oben durch Rücksprünge (Setbacks) zu einem quadratischen Uhrturm, der an allen vier Seiten mit Neonlampen beleuchtete Zifferblätter mit einem Durchmesser 8,2 Meter besitzt. Sie gilt als die größte Uhr mit vier Zifferblättern der Stadt und eine der größten weltweit. Gekrönt wird der Uhrturm von einem kleinen achteckigen Turmfortsatz und einer Kuppel. Einige Etagen haben ein Fensterreihe aus doppelten Rundbogenfenstern. Der Sockel besitzt 12 m hohe Bogenfenster und an der Hanson Place ein ebenso hohes Bogenportal mit drei Rundbogentüren als Haupteingang. Durch eine Lobby gelangt man in die Bankhalle, die dem Innern eines Kirchenschiffs nachempfunden ist. 
Die New York City Landmarks Preservation Commission erklärte am 15. November 1977 die Fassade des Turms zum Wahrzeichen der Stadt. Am 25. Juni 1996 wurden Lobby und Bankhalle ebenfalls zum Denkmal erklärt.

## Ansichten

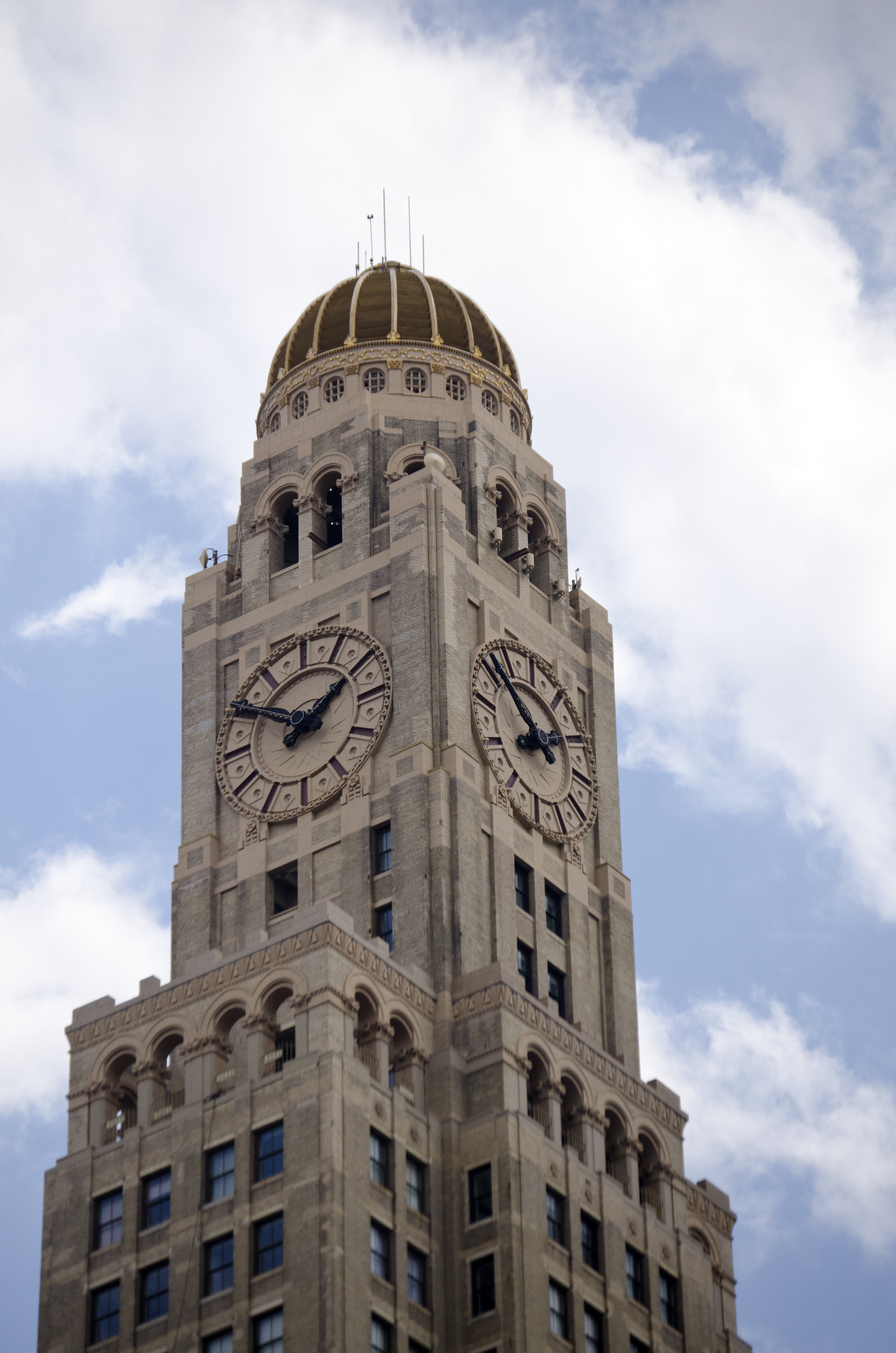
Uhrturm mit Kuppel (2014)
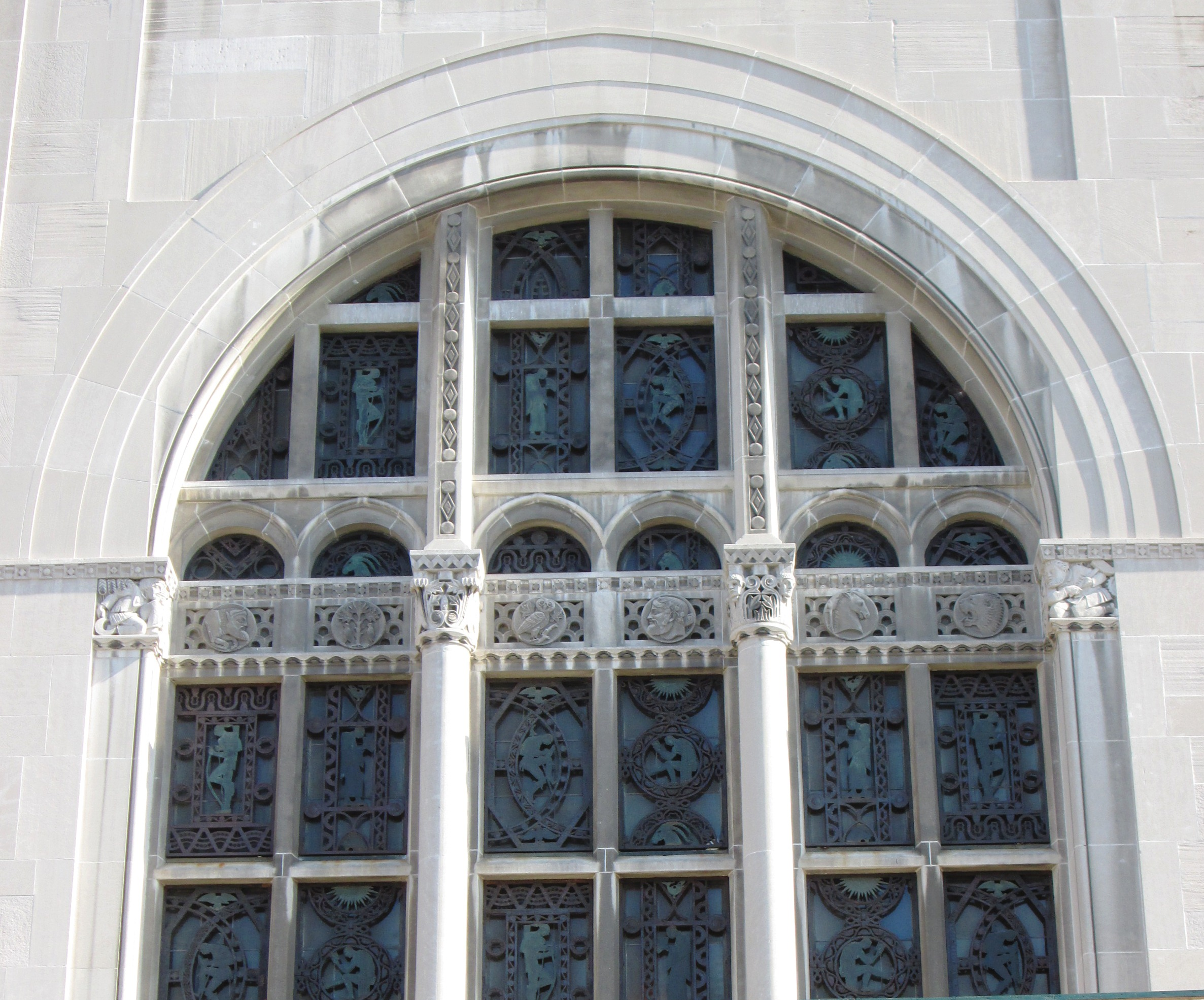
Rundbogenfenster in der zweiten Etage
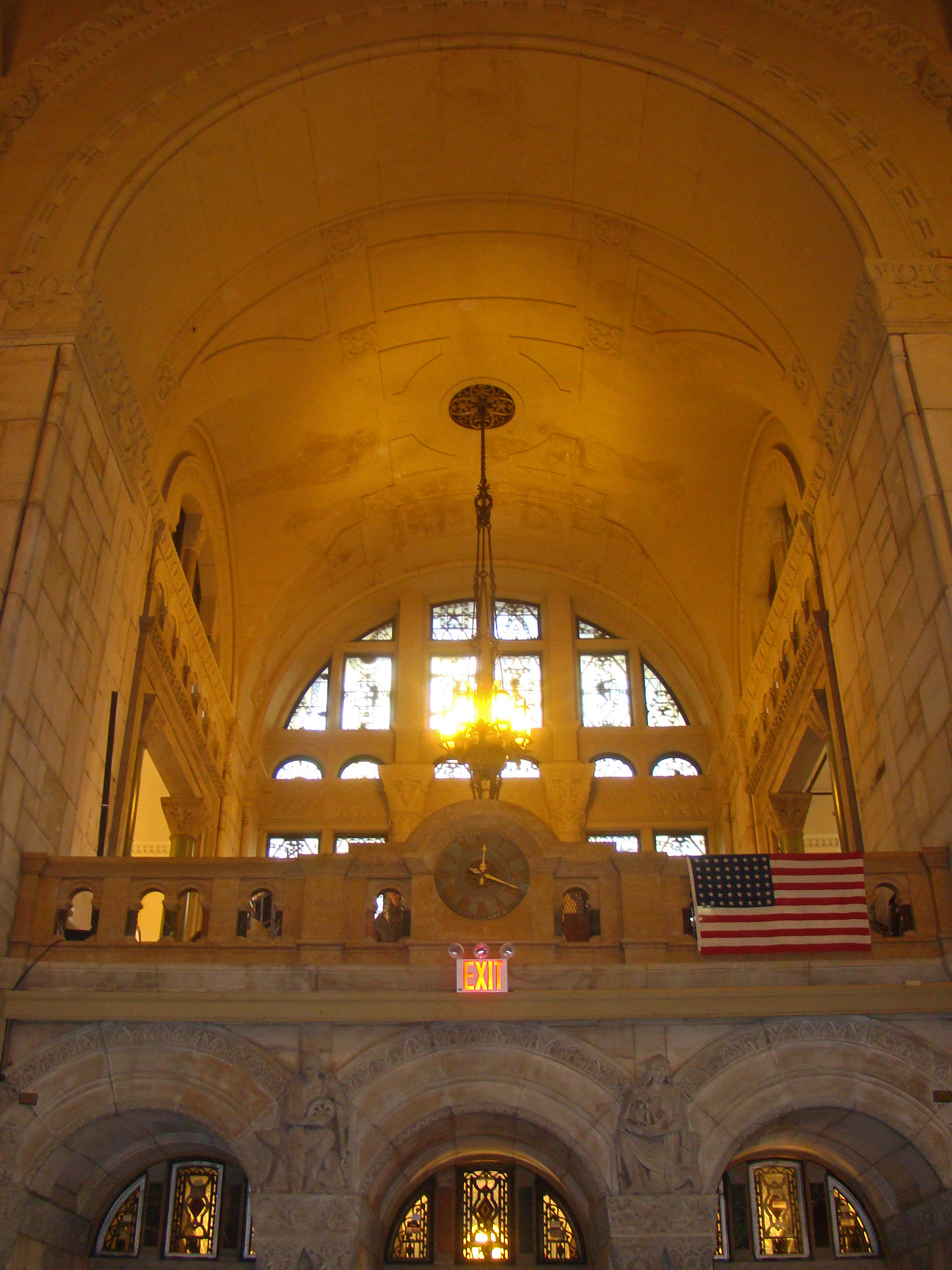
In der ehemaligen Bankhalle
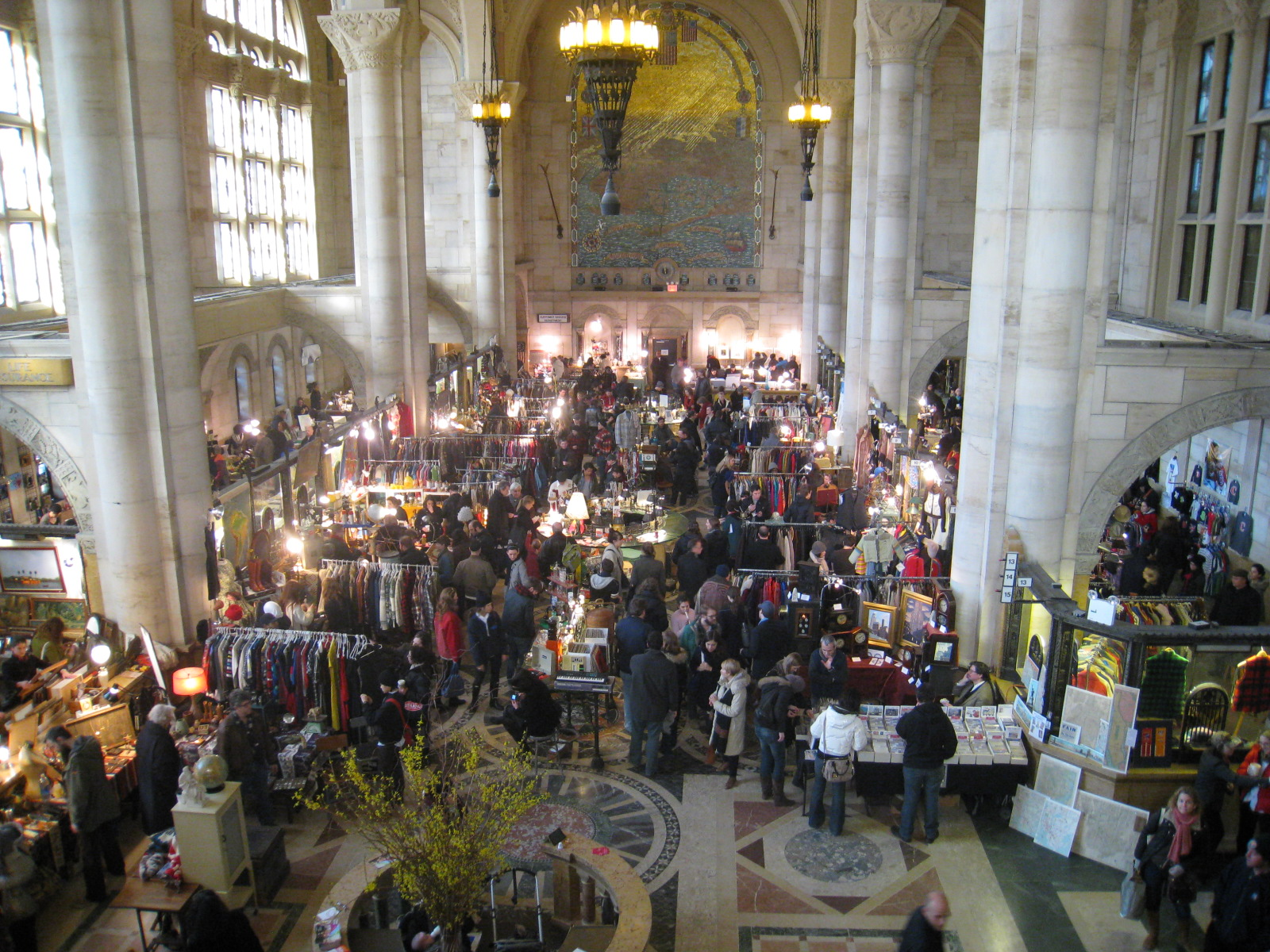
Die Bankhalle während eines Flohmarkts
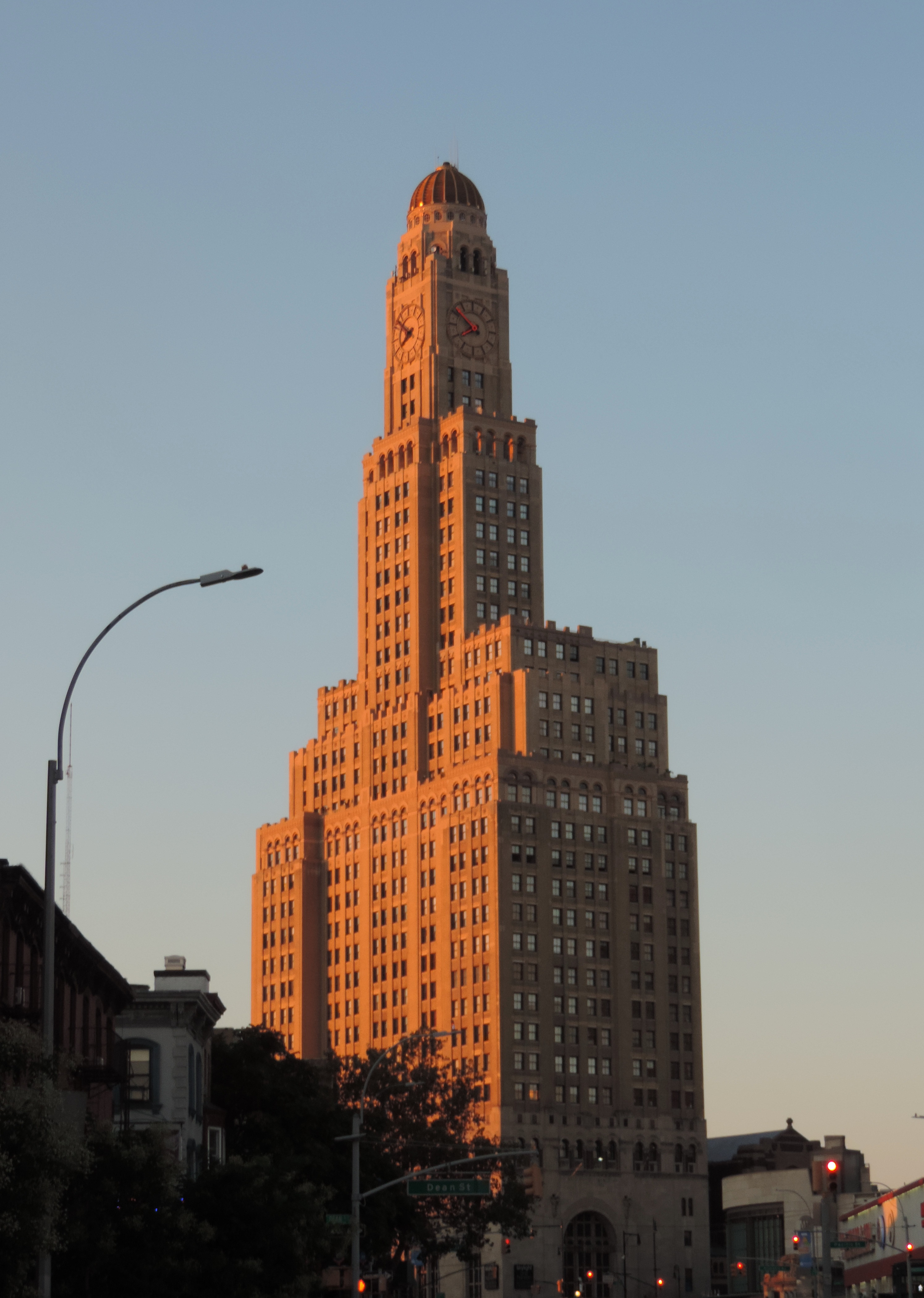
Der Wolkenkratzer im Abendlicht